# 辛西婭鯨
辛西婭鯨（學名：Cynthiacetus），是一類已滅絕的古鯨小目龍王鯨科鯨魚，生活於始新世晚期（巴爾頓期-普里阿邦期，40.4 - 33.9 百萬年前）。化石發現於美國東南部和祕魯。

## 描述

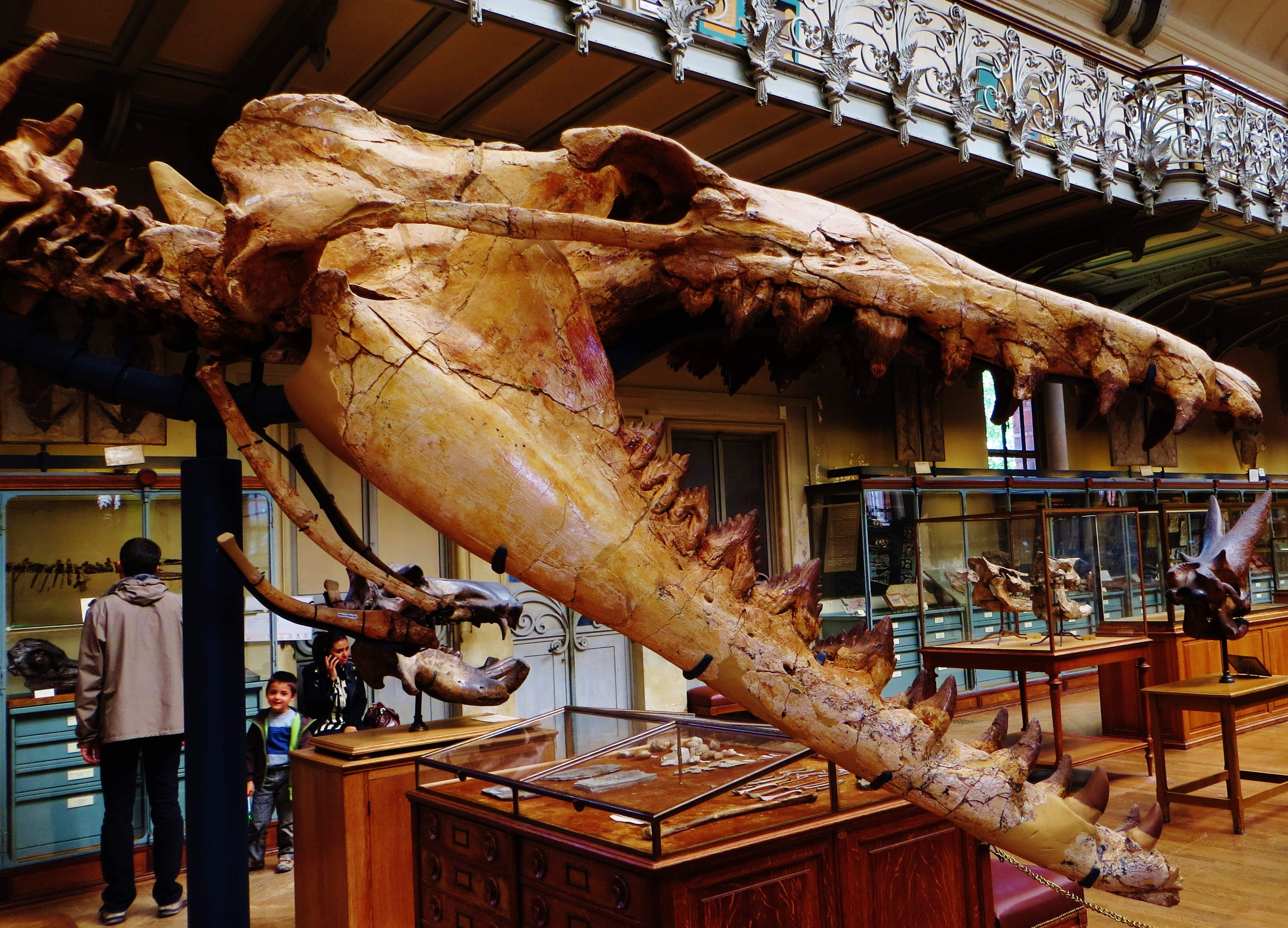
南方辛西婭鯨顱骨化石，
展於法國巴黎國立自然史博物館

辛西婭鯨頭顱的大小與形狀近似於龍王鯨，但是牠們缺乏龍王鯨較長型的脊椎骨。Uhen 2005提出將本屬獨立並與海鄉鯨屬（疑难名）區別開來（海鄉鯨屬係由殘缺且現已消失的不完整樣本作為依據進行發表的）。辛西婭鯨的體型較馬斯拉鯨來得小。

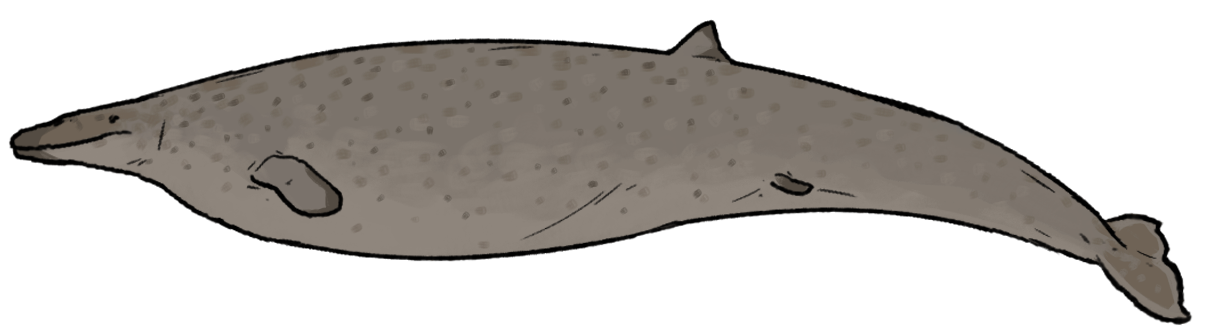
復原圖

南方辛西婭鯨為目前最早於南美洲發表的古鯨小目物種，牠們與馬氏辛西婭鯨的差異在於下頜前臼齒擁有較少的突出牙尖，但同時也擁有所有鯨魚中數量最多（20節）的胸椎。C. peruvianus 的模式標本屬於一個長 9 米（30 英尺）的成年個體。 [5]